# Andreas Postel

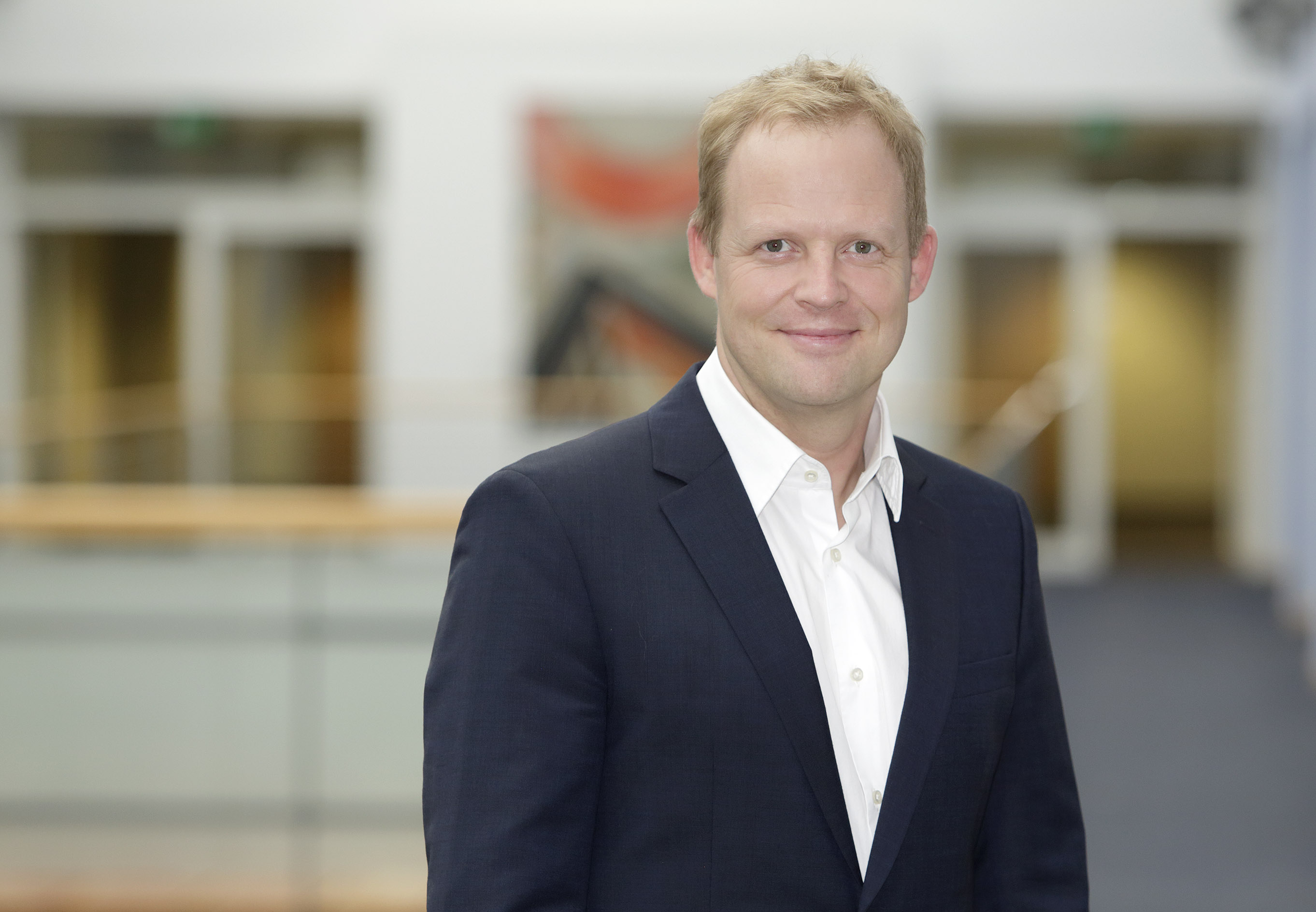
Andreas Postel

Andreas Postel (* 15. September 1972 in Crivitz) ist ein deutscher Journalist.

## Leben und Karriere
Andreas Postel ist in der DDR an der Ostsee aufgewachsen. Im Herbst 1989 erlebte er in Rostock die friedliche Revolution. Seine journalistische Laufbahn begann Andreas Postel als freier Nachrichtenredakteur. 2000 wurde er Landeskorrespondent im ZDF-Landesstudio Mecklenburg-Vorpommern in Schwerin. Ab 2004 arbeitete Andreas Postel als Reporter im ZDF-Sendezentrum in Mainz. In dieser Zeit entstand eine Reihe von Dokumentationen und Reportagen. Seine Drehreisen führten ihn ins In- und Ausland, unter anderem nach Polen, Rumänien, Frankreich, Indien und in die Südsee.
2008 wurde Andreas Postel Reporter und Redakteur im ZDF-Nachrichtenmagazin heute-journal. In dieser Zeit führte er unter anderem Interviews mit Bärbel Bohley, Joachim Gauck, Hans-Dietrich Genscher und Richard von Weizsäcker.
Während der US-midterm elections 2010 berichtete er für das ZDF aus Washington, D.C. Andreas Postel ist Fellow der RIAS-Berlin Kommission.
Von November 2010 bis Januar 2020 leitete Andreas Postel das ZDF-Landesstudio Thüringen in Erfurt. In diese Zeit fiel der Besuch von Papst Benedikt XVI. in Erfurt und dem Eichsfeld, das Bekanntwerden der NSU-Mordserie und die Wahl von Bodo Ramelow zum ersten Ministerpräsidenten der Partei Die Linke in Deutschland. Im September 2014 präsentierte er zusammen mit Antje Pieper die ZDF-Berichterstattung zur Landtagswahl in Thüringen.
Seit Februar 2020 ist Postel Leiter des ZDF-Auslandsstudios in Rom.
Zusammen mit der Stiftung Ettersberg entwickelte er das journalistische live-talkformat „Gespräch im Kubus“ in der Gedenk- und Bildungsstätte Andreasstraße in Erfurt. Diese Gesprächsreihe wird seitdem von ihm moderiert. Zusammen mit Ehrenmitglied Iris Berben engagiert er sich für den Förderverein Buchenwald e.V.

## Preise und Auszeichnungen
Andreas Postel wurde mit dem Axel-Springer-Preis für junge Journalisten und dem Bürgerpreis zur Deutschen Einheit ausgezeichnet. Außerdem wurde er für den Deutsch-Französischen Journalistenpreis nominiert.

## Ehrenamtliche Mitarbeit und Mitgliedschaften
- Reporter ohne Grenzen
- Förderverein Buchenwald e.V.[4]
- Landespressekonferenz Thüringen
- Netzwerk Recherche
- Deutscher Journalisten-Verband
- Neue Bachgesellschaft e.V.[5]
- Stiftungsrat der Point-Alpha-Stiftung
- Gegen Vergessen – Für Demokratie e.V.